# Strumigenys wilsoni
Strumigenys wilsoni är en myrart som beskrevs av Brown 1969. Strumigenys wilsoni ingår i släktet Strumigenys och familjen myror. Inga underarter finns listade i Catalogue of Life.